# 異營生物
異營生物（英語：heterotroph），亦作異养生物，指不能直接利用無機物或有機物维生，必須攝取現成的養分來維持生存機能的生物。異營生物包括捕食、寄生和腐生三種。異營性動物細胞需要的物質為水和礦物質，更須要有機碳：葡萄糖、基本氨基酸和維生素，因此必須直接或間接依賴自养生物（例如綠色植物，亦稱生產者）之製造供給養分，然後再出水解酶分解加以利用。異營性單細胞和多細胞動物所需要的營養幾乎相同，只有少量不同，如人和原生動物為例。所以，異營性動物完全依賴外界食物，一旦進入細胞內即可進行消化產生能量，此為異營性動物之特徵。